# 里坊制
里坊制，又稱「坊市制度」，是一种基于《周礼》的城市布局，城市遵循中轴对称布局，以贯通全城的大街为中轴，左右完全对称，城内居住区像棋盘一样切割成一个个小方格。唐长安城、新罗王城、日本平安京、西夏兴庆府都是采用里坊制建造的都城。
唐代以前的城市多屬軍事要衝或地方政治中心。為了治安和軍市的需要，城中住宅區以「坊」的短牆區隔，以管理其人員及物資的進出。政府對城市中商賈貿易的時間及地點也有限制，僅能在白天於「市」進行。「六街鼓絕行人歇，九衢茫茫空有月」便是當時夜間街衢景像的寫照，日出敲街鼓600下後開坊門，日落敲街鼓600下後關坊門 。
宋代以後，由於商業繁盛，城市人口逐漸增加，城市結構與機能朝商業、娛樂的型態發展。宋代取消唐代的市坊制與夜禁規定，形成商業街、瓦肆與夜市。
里坊制度於宋、元之後不復存在。

## 範例

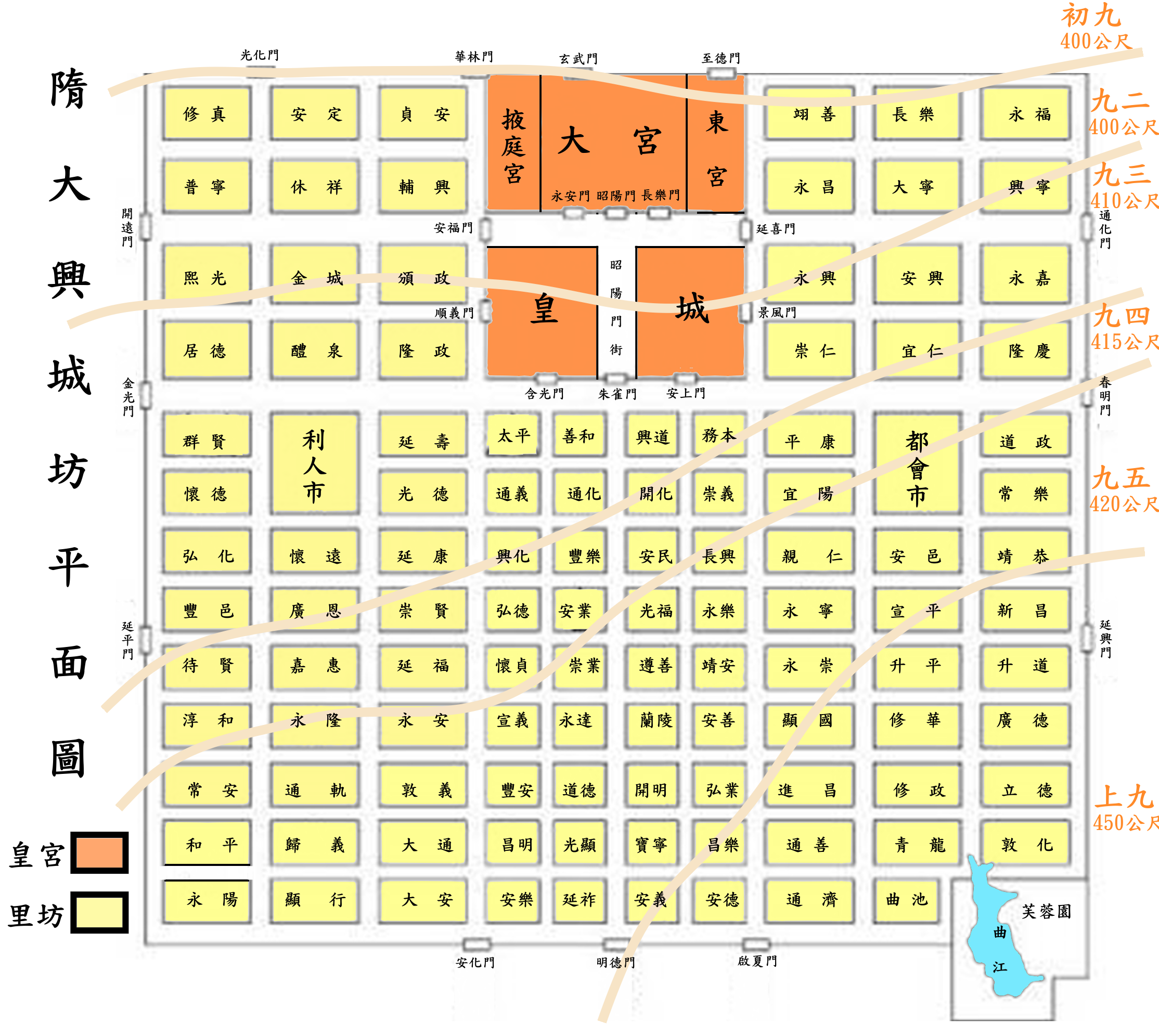
隋朝大興城城坊平面圖
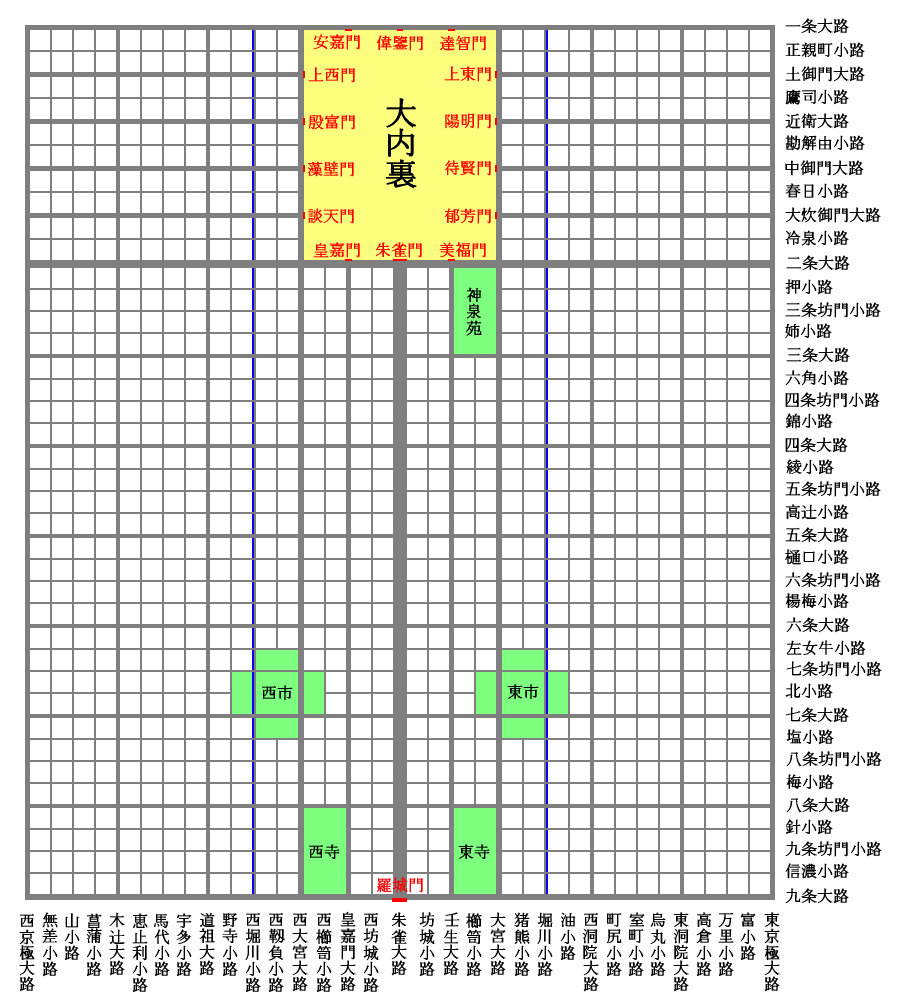
日本平安京城坊平面圖